# Gare de Mission Harbour
Ne doit pas être confondu avec Gare municipale de Mission.
La  Gare de Mission Harbour est une gare ferroviaire canadienne de la ligne du Canadien National. Elle est située dans la ville de Mission en Colombie-Britannique.
C'est un point d'arrêt à la demande de Via Rail Canada desservie par le Le Canadien (train).

## Service des voyageurs

### Accueil
Point d'arrêt Via Rail Canada, de type « poteau indicateur ».

### Desserte
Mission Harbour est desservie, sur réservation, par le Le Canadien (train) sur la relation Vancouver - Toronto.

### Intermodalité
Le stationnement des véhicules est possible à proximité.